# Списак оперских певача
Оперски певач или певачица је особа која пева и глуми у операма и оперетама.
|  |  |  |  |  |  |  |  |  |  |  |  |  |  |  |  |  |  |  |  |  |  |  |  |  |  |  |  |  |  |

## А
- Александар Дојковић
- Александар Ђокић
- Александар Саша Петровић
- Александар Стаматовић
- Александра Ангелов
- Александра Стаменковић
- Анита Мезетова
- Ана Рупчић

## Б
- Бенјамино Ђиљи
- Бисерка Цвејић
- Бранислав Станков
- Бранислав Цвијић
- Бреда Калеф

## В
- Валентина Миленковић
- Валерија Хејбалова
- Васа Стајкић
- Вера Виткај Ковач
- Весна Ђурковић
- Владимир Јовановић - баритон
- Владимир Ружђак
- Војислав Спасић
- Владимир Андрић (баритон)
- Владета Димитријевић (баритон)
- Вук Матић

## Г
- Горан Крнета
- Гордана Којадиновић

## Д
- Давид Бижић
- Данијела Јовановић
- Дарија Олајош Чизмић
- Дарко Ђорђевић
- Драгана дел Монако
- Драгана Поповић
- Драго Старц
- Драгољуб Бајић
- Драгутин Матић
- Дубравка Зубовић
- Дубравка Филиповић
- Душан Плазинић

|  |  |  |  |  |  |  |  |  |  |  |  |  |  |  |  |  |  |  |  |  |  |  |  |  |  |  |  |  |  |

## Ђ
- Ђузепе ди Стефано
- Ђурђевка Чакаревић

|  |  |  |  |  |  |  |  |  |  |  |  |  |  |  |  |  |  |  |  |  |  |  |  |  |  |  |  |  |  |

## Е
- Енрико Карузо
- Евгенија Јеремић

## Ж
- Жељка Здјелар
- Жељко Р. Андрић
- Жељко Лучић
- Жарко Цвејић
- Живан Сарамандић

## З
- Зоран Николић
- Звонимир Крнетић
- Зденка Зикова
- Злата Сесардић

## И
- Иван Томашев
- Ивана Живадиновић
- Иванка Крстоношић Раковић
- Игор Ксионжик

## Ј
- Јадранка Јовановић
- Јелена Влаховић
- Јелена Кончар
- Јанко Синадиновић
- Јасмина Трумбеташ Петровић

|  |  |  |  |  |  |  |  |  |  |  |  |  |  |  |  |  |  |  |  |  |  |  |  |  |  |  |  |  |  |

## Л
- Лаура Павловић
- Лазар Јовановић
- Лучано Павароти

## Љ
- Љубица Вранеш
- Љубодраг Беговић

|  |  |  |  |  |  |  |  |  |  |  |  |  |  |  |  |  |  |  |  |  |  |  |  |  |  |  |  |  |  |

## М
- Марија Калас
- Марина Павловић Бараћ
- Марио дел Монако
- Марко Пантелић
- Марко Живковић
- Меланија Бугариновић
- Миливој Бачановић
- Миодраг Д. Јовановић
- Милка Стојановић
- Милка Трнина
- Мирослав Чангаловић
- Миленковић Валентина
- Михаило Шљивић
- Монсерат Кабаље

## Н
- Наташа Јовић Тривић
- Невена Бриџен
- Небојша Бабић
- Ненад Јаковљевић
- Николај Ђауров
- Никола Мијаиловић
- Никола Цвејић

|  |  |  |  |  |  |  |  |  |  |  |  |  |  |  |  |  |  |  |  |  |  |  |  |  |  |  |  |  |  |

## О
- Олга Милошевић
- Оливер Њего

## П
- Пласидо Доминго
- Предраг Протић

## Р
- Радмила Бакочевић
- Радмила Смиљанић
- Радослава Воргић
- Рената Тебалди

## С
- Сања Анастасиа
- Сања Керкез
- Санела Митровић
- Саша Штулић
- Светлана Ловчевић
- Свето Катратовић
- Свитлана Декар
- Славко Николић
- Слађана Сарић
- Снежана Савичић Секулић
- Соња Шарић
- Софија Драусаљ
- Софија Пижурица
- Стефан Хаџић
- Стеван Каранац

## Т
- Тамара Рађеновић
- Татјана Митић
- Тито Гоби

## Ф
- Фјодор Шаљапин
- Франко Корели

## Х
- Хосе Карерас

|  |  |  |  |  |  |  |  |  |  |  |  |  |  |  |  |  |  |  |  |  |  |  |  |  |  |  |  |  |  |